# Perdiu del Tibet
La perdiu del Tibet (Perdix hodgsoniae) és una espècie d'ocell de la família dels fasiànids (Phasianidae) que habita zones arbustives dels Himàlaies, al Tibet, nord de l'Índia i centre de la Xina.